# 아드리아 항공
아드리아 항공(영어: Adria Airways)은 슬로베니아의 항공사였다. 허브 공항은 류블랴나 요제 푸치니크 공항이었다.

## 역사
당시 베오그라드 왕국 시절 1961년 전세기 운항회사로 설립하였다. 1968년 이름을 이넥스 아드리아 항공(영어: Inex-Adria Airways)으로 바꾸었고 처음으로 제트기를 도입했다. 베오그라드에 기반한 무역회사와 제휴하면서 이름을 인터렉스 포트(영어: Interexport)로 바꾸었다가 1986년 5월 다시 현재의 사명으로 변경했다. 1980년대 초 처음으로 정기 항로를 개설했고 1983년 국제선 노선 운항을 시작했다. 1991년 유고슬라비아에서 탈퇴 후 슬로베니아의 국적 항공사가 되었고 1996년 3월 부분적인 민영화가 이루어졌다. 2004년 11월에는 항공 동맹인 스타얼라이언스(영어: Star Alliance)에 가입했다.
그러나 지속적인 재정난의 영향으로 2019년 9월 30일 파산 신청을 하였다. 그리고 스타얼라이언스에서 탈퇴했다.

## 보유 기종

### 현재 보유중인 기종
- 2015년 9월 기준으로 아드리아 항공은 다음과 같은 기종을 보유하고 있으며 평균 기령은 7.8년이다.[2]